# Cestrum lorentzianum
Cestrum lorentzianum är en potatisväxtart som beskrevs av August Heinrich Rudolf Grisebach. Cestrum lorentzianum ingår i släktet Cestrum och familjen potatisväxter. Inga underarter finns listade i Catalogue of Life.